# Firuz Mustafayev
Firuz Mustafayev Rajab oglu (em azeri:  Firuz Mustafayev Rəcəb oğlu; Baku, 18 de outubro de 1933 – Baku, 7 de julho de 2018) foi um político azerbaijani.  

## Carreira
Ele serviu como Primeiro-Ministro do Azerbaijão. Seu governo durou de 7 de abril a 18 de Maio de 1992, quando foi substituído por Rahim Huseynov. Em 2016, ele estava servindo como um consultor para o escritório do Presidente de assuntos econômicos.
Morreu em 7 de julho de 2018, aos 84 anos.